# تشارلز أوينز
تشارلز أوينز (بالإنجليزية: Charles Owens)‏ هو موسيقي أمريكي، ولد في 4 مايو 1939 في فينيكس في الولايات المتحدة.

## وصلات خارجية
- تشارلز أوينز على موقع ميوزك برينز (الإنجليزية)
- تشارلز أوينز على موقع أول ميوزيك (الإنجليزية)
- تشارلز أوينز على موقع ديسكوغز (الإنجليزية)